# Isla Wellington
La isla Wellington está situada en el océano Pacífico en la región austral de Chile, al sur del golfo de Penas, al comienzo de los canales patagónicos, frente al Campo de Hielo Sur. Forma parte del archipiélago Wellington. Tiene una superficie de 5566 km², que la convierten en la 3.ª mayor isla de Chile.
Administrativamente pertenece a la provincia de Última Esperanza, de la XII Región de Magallanes y la Antártica Chilena.
Desde hace aproximadamente 6500 años sus costas fueron habitadas por el pueblo kawésqar.

## Historia
A contar de 1520, con el descubrimiento del estrecho de Magallanes, pocas regiones han sido tan exploradas como la de los canales patagónicos. En las cartas antiguas la región de la Patagonia, entre los paralelos 48° y 50° Sur, aparecía ocupada casi exclusivamente por una gran isla denominada “Campana” separada del continente por el “canal de la nación Calén”, nación que se supuso existió hasta el siglo XVIII entre los paralelos 48° y 49° de latitud sur.
Desde mediados del siglo XX esos canales son recorridos con seguridad por grandes naves de todas las naciones, gracias a los numerosos reconocimientos y trabajos hidrográficos efectuados en esas peligrosas costas.
Por más de 6500 años estos canales y sus costas han sido recorridas por los kawésqar, indígenas, nómades canoeros.[cita requerida] Hay dos hipótesis sobre su llegada a los lugares de poblamiento. Una, que procedían del norte siguiendo la ruta de los canales chilotes y que atravesaron hacia el sur cruzando el istmo de Ofqui. La otra es que procedían desde el sur y que a través de un proceso de colonización y transformación de poblaciones cazadoras terrestres, procedentes de la Patagonia Oriental, poblaron las islas del estrecho de Magallanes y subieron por los canales patagónicos hasta el golfo de Penas. A comienzos del siglo XXI este pueblo había sido prácticamente aniquilado por la colonización de chilenos y extranjeros en la zona.

## Aspecto de las costas
Son una sucesión de tierras altas y barrancosas con numerosas cumbres y promontorios muy parecidos entre sí. Sus cabos y puntas terminan en forma abrupta. Lo anterior, unido al silencio y soledad del entorno hacen de estas islas y canales una de las regiones más bellas del planeta. 
Las costas son acantiladas y sus canales, en general son limpios y abiertos, donde hay escollos estos están invariablemente marcados por sargazos.
Existen alturas bastante notables que sirven para reconocer la entrada a los diferentes senos, canales o bahías. Estas están claramente indicadas en las respectivas cartas y derroteros de la región. Sobresalen en la parte sur el monte Middleton de 1128 metros, el monte Catedral de 1169 metros y los montes Orejas de Burro de 911 metros y Doble Pico de 1100 metros entre varios otros.
En su lado este, en el lugar que enfrenta al paso del Abismo hay cerros sobre los 1400 metros de altura.

## Geología
Todo el archipiélago patagónico data de la época terciaria; es producto de la misma causa geológica que  hizo aparecer primero la cordillera de la Costa y luego la de los Andes. En la edad glacial, tomó su aspecto actual siendo la continuación hacia el sur de la Cordillera de la Costa.
Es de origen ígneo por la clase de roca que lo constituye y por su relieve áspero e irregular, característico de las cadenas de erupción.

## Clima
La región es afectada continuamente por vientos del oeste y por el paso frecuente de sistemas frontales. Estos sistemas frontales se generan en la latitud 60° S, zona en la que confluyen masas de aire subtropical y masas de aire polar creando un cinturón de bajas presiones que forma los sistemas frontales. 
Esta área tiene un clima que se conoce como “templado frío lluviosos” que se extiende desde la parte sur de la X Región de Los Lagos hasta el estrecho de Magallanes. Aquí se registran las máximas cantidades de precipitaciones, en isla Guarello se han alcanzado hasta 9000 mm anuales.
La nubosidad atmosférica es alta, los días despejados son escasos. La amplitud térmica es reducida, la oscilación anual es de aproximadamente 4 °C con una temperatura media de 9 °C. Precipita durante todo el año siendo más lluvioso hacia el otoño.

## Ubicación
Está situada en 49°20′S 75°00′O / -49.333, -75.000.

## Geografía
Esta gran isla cuyas dimensiones aproximadas son 85 millas en dirección N-S y de 36 millas en su parte más ancha de E-W, tiene los siguientes límites:
- al norte el canal Adalberto y el canal Erhardt,
- al este con las aguas del canal Messier, la angostura Inglesa, el paso del Indio, el canal Escape y el canal Wide,
- al sur con el canal Trinidad y
- al oeste con el canal Fallos, canal Machado, canal Hernán Gallego, canal Ladrillero y canal Picton.[5]

## Fondeaderos y surgideros

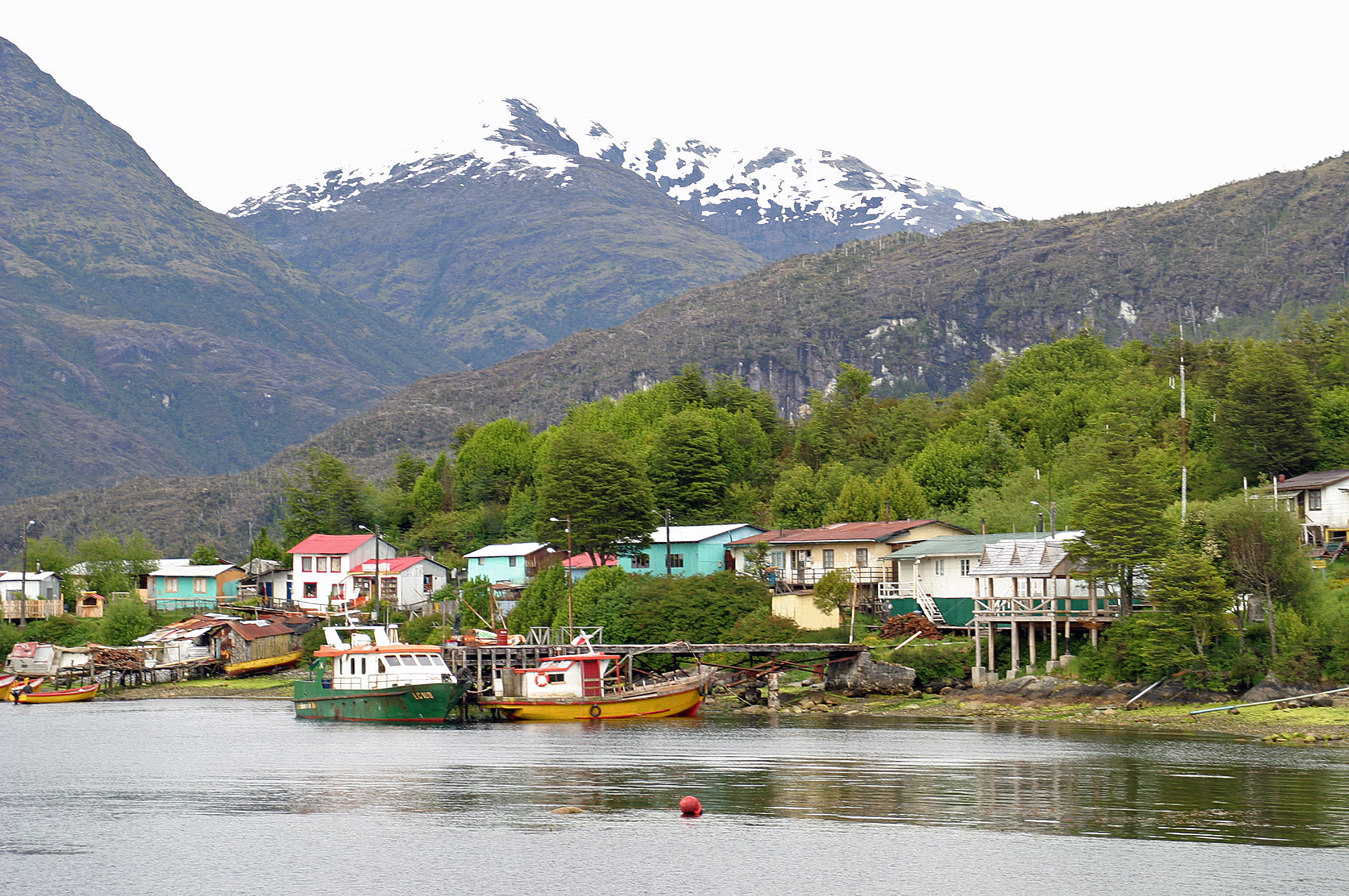
Puerto Edén, Chile.

En su costa oriental hay una serie de fondeaderos entre los que destacan Puerto Simpson, Puerto Edén, Puerto Riofrío, Puerto Horacio. En su lado sur está el fiordo Nuestra Señora y por el costado occidental se tiene el seno Artillería y el profundo Brazo del Norte con los senos Stange, Marsh y Yorsin.
En la localidad de Puerto Edén, el único poblado de la isla, habitan los últimos representantes del pueblo kawésqar. La mayor parte de la isla pertenece al parque nacional Bernardo O'Higgins.

## Faros y Balizas
En su extremo sureste se levanta el faro automático Punta Cameron.